# Nachbar in Not
Nachbar in Not (betyder Granne i nöd) är en österrikisk pengainsamling för hjälpinsatser som startades 1992 ursprungligen för krigsoffren i det forna Jugoslavien. Nachbar in Not är den nästa största österrikiska hjälpinsamlingen som hållits, efter Licht ins Dunkel ("Ljus i mörkret"). 
De ursprungliga organisatörerna var det tyska medieföretaget ORF samt hjälporganisationerna Caritas Österrike och Röda korset.
Snart slöt även den protestantiska hjälporganisation Diakonie Österreich upp, likaså Malteserorden. De första fem åren samlade Nachbar in Not, med hjälp av andra europediska medieföretag, in 1,1 miljarder schilling (motsvarande 80 miljoner euro) och skickade 3676 lastbilslaster med förnödenheter till Balkan. Organisationen skickade hjälpinsatser till forna Jugoslavien under tio års tid.
2003 omvandlades Nachbar in Not till en stiftelse som engagerat sig för flera olika hjälpändamål.
- Sommaren 2004 för Darfur, lett av Österrikes president Heinz Fischer.[1] Den första månadens insamling drog in 3,4 miljoner euro; den österrikiska staten sköt till 0,6 miljoner från skattemedel.
- Insamling påbörjad 28 december 2004 för offren för jordbävningen och tsunamin i Indiska oceanen.[1]
- Jordbävningen i Haiti 2010[1]
- Översvämningarna i Pakistan 2010
- Augusti 2011, svälten i Östafrika (Somalia, Etiopien, Kenya)

Vid 20-årsjubileet 6 juni 2012 hade Nachbar in Not samlat in 199 miljoner euro.